# سيلينا:المسلسل
سيلينا:المسلسل هو مسلسل أمريكي قادم من بطولة كريستيان سيراتوس،المسلسل يدور عن حياة المغنية المكسيكية سيلينا.من المقرر عرض المسلسل على نتفليكس في 4 ديسمبر 2020. 